# Exogone acerata
Exogone acerata är en ringmaskart som beskrevs av San Martín och Parapar 1990. Exogone acerata ingår i släktet Exogone och familjen Syllidae. Arten har ej påträffats i Sverige. Inga underarter finns listade i Catalogue of Life.